# Lijst van nummer 1-hits in Denemarken in 1996
De Deense hits die in 1996 op nummer 1 in de hitlijsten stonden werden bijgehouden door de International Federation of the Phonographic Industry en Nielsen SoundScan. De hitlijsten werden gepubliceerd door het Amerikaanse magazine Billboard in de "Hits of the World" sectie. De nummer 1-hits in Denemarken van 2000 tot en met 2007 werden bijgehouden door Hitlisten, dat op zijn beurt weer werd vervangen door de Tracklisten Top 40.
| Datum        | Artiest                 | Titel                 |
| ------------ | ----------------------- | --------------------- |
| 3 januari    | Coolio & L.V.           | Gangsta's Paradise    |
| 18 januari   | Coolio & L.V.           | Gangsta's Paradise    |
| 25 januari   | Everything But The Girl | Missing               |
| 1 februari   | Babylon Zoo             | Spaceman              |
| 8 januari    | Babylon Zoo             | Spaceman              |
| 15 februari  | Babylon Zoo             | Spaceman              |
| 22 februari  | Babylon Zoo             | Spaceman              |
| 29 februari  | Babylon Zoo             | Spaceman              |
| 7 maart      | Babylon Zoo             | Spaceman              |
| 14 maart     | Babylon Zoo             | Spaceman              |
| 21 maart     | Babylon Zoo             | Spaceman              |
| 28 maart     | Babylon Zoo             | Spaceman              |
| 4 april      | Babylon Zoo             | Spaceman              |
| 11 april     | Take That               | How Deep Is Your Love |
| 18 april     | Take That               | How Deep Is Your Love |
| 25 april     | Robert Miles            | Children              |
| 2 mei        | Robert Miles            | Children              |
| 9 mei        | DJ Dado                 | X-Files               |
| 16 mei       | DJ Dado                 | X-Files               |
| 23 mei       | DJ Dado                 | X-Files               |
| 30 mei       | DJ Dado                 | X-Files               |
| 6 juni       | Metallica               | Until It Sleeps       |
| 13 juni      | Metallica               | Until It Sleeps       |
| 20 juni      | Los del Río             | Macarena              |
| 27 juni      | Los del Río             | Macarena              |
| 4 juli       | Los del Río             | Macarena              |
| 11 juli      | Los del Río             | Macarena              |
| 18 juli      | Fugees                  | Killing Me Softly     |
| 25 juli      | Fugees                  | Killing Me Softly     |
| 31 juli      | Fugees                  | Killing Me Softly     |
| 7 augustus   | Fugees                  | Killing Me Softly     |
| 14 augustus  | Fugees                  | Killing Me Softly     |
| 21 augustus  | Fugees                  | Killing Me Softly     |
| 28 augustus  | Spice Girls             | Wannabe               |
| 4 september  | Spice Girls             | Wannabe               |
| 11 september | Spice Girls             | Wannabe               |
| 18 september | Spice Girls             | Wannabe               |
| 25 september | Spice Girls             | Wannabe               |
| 3 oktober    | Spice Girls             | Wannabe               |
| 10 oktober   | Spice Girls             | Wannabe               |
| 17 oktober   | Spice Girls             | Wannabe               |
| 24 oktober   | Spice Girls             | Wannabe               |
| 31 oktober   | Spice Girls             | Wannabe               |
| 7 november   | No Mercy                | Where Do You Go       |
| 14 november  | No Mercy                | Where Do You Go       |
| 21 november  | No Mercy                | Where Do You Go       |
| 28 november  | No Mercy                | Where Do You Go       |
| 5 december   | Aqua                    | Roses Are Red         |
| 12 december  | The Prodigy             | Breathe               |
| 19 december  | The Prodigy             | Breathe               |
| 26 december  | The Prodigy             | Breathe               |